# Черношапочный астрильд
Черноша́почный астрильд (лат. Estrilda atricapilla) — вид птиц семейства вьюрковых ткачиков отряда воробьинообразных.

## Внешний вид
Длина тела 10,5—11 см. Выявлены три географические формы, незначительно отличающиеся окраской оперения. У птиц наиболее распространённой номинативной формы верх головы, уздечка и оперение в области глаза чёрные, спина и шея пепельно-серые с чёрными поперечными полосками, надхвостье и верхние кроющие хвоста красные. Щёки и горло серовато-белые, зоб и грудь немного темнее. Крыло серое, главные маховые чёрные с тонкой серой каймой по краю, рулевые чёрные, нижние кроющие хвоста чёрно-серые. Бока и голень красные. Радужка тёмно-коричневая, надклювье чёрное с красным основанием, подклювье чёрное. Ноги коричневато-чёрные.
Птицы второй формы отличаются тем, что спина у них более серая, а щёки и горло почти белые. У птиц третьей формы более тёмно-красный цвет подхвостья и верхних кроющих хвоста и более серые щёки и горло.

## Распространение
Птицы номинативной формы населяют горные местности от южных границ Камеруна, весь Габон до устья реки Конго; второй — распространены в бассейне реки Конго и в центральных районах Демократической Республики Конго; третьей — в горной Кении.

## Образ жизни
Населяют лесные массивы, расположенные на высоте от 1500 до 3000 м над ур. моря.

## Размножение
В кладке 4—6 яиц. Насиживание длится 13 дней.

## Содержание
В Европу черношапочные астрильды ввозились очень редко. Впервые, в 1874 году, они попали в Лондон. Это самый трудный для содержания вид астрильдов.

## Подвиды
Выделяют три подвида:
- Estrilda atricapilla atricapilla Verreaux & Verreaux, 1851
- Estrilda atricapilla avakubi Traylor, 1964
- Estrilda atricapilla marungensis Prigogine, 1975